# Тэлбойс, Роберт, 3-й барон Тэлбойс из Кайма
Роберт Тэлбойс (англ. Robert Tailboys; примерно 1528 — 26 июня 1542) — английский аристократ, 3-й барон Тэлбойс из Кайма с 1540 года. Второй сын любовницы короля Генриха VIII Элизабет Блаунт от её первого брака с  Гилбертом Тэлбойсом, 1-м бароном Тэлбойсом из Кайма. Унаследовал титул и семейные владения после смерти старшего брата Джорджа. Сам умер в возрасте примерно 14 лет. Его наследницей стала старшая сестра Элизабет.